# ミハエル・サーシュ

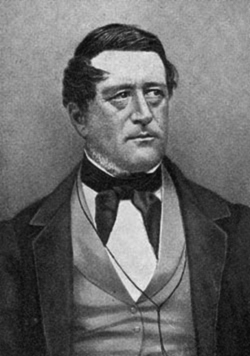
Michael Sars

ミハエル・サーシュ（Michael Sars、1805年8月30日 – 1869年10月22日）はノルウェーの神学者、生物学者である。ノルウエーのフィヨルド海底の生物を調べ、深海にも生物が存在することを示し、深海生物研究の端緒を開いた。

## 略歴
ベルゲンで生まれた、1823年からフレデリク王立大学（現オスロ大学）で神学と博物学を学び、1828年に神学の過程を終えた。オスロやベルゲンの学校で教え、1831年からノルウェーの北西海岸の町の教区牧師を務めた。8年後にベルゲンの北のマンジャー（Manger）に移り、1854年からベルゲン大学の動物学の教授に任じられ、その後は動物学の教授として働いた。1829年にノルウェーの海洋生物に関する最初の著作を行い、ベルゲン海岸で発見された生物に関する著作を行った。1850年にノルウェーのフィヨルドやロフォーテン諸島のドレッジ（浚渫）調査の結果を報告し、イギリスの海洋学者、エドワード・フォーブスの海洋生物の数が深さとともに減り、500m以深は無生物帯であるという学説を否定した。
詩人、文芸評論家のウェルハーベン（Johan Sebastian Welhaven）の妹と結婚し、息子には歴史家のアーンスト・サーシュ（Ernst Sars: 1835-1917）、海洋生物学者のゲオルク・オシアン・サーシュがいる。娘にメゾソプラノ歌手のエヴァ・ナンセン（Eva Helene Nansen:1858–1907）がいる。

## 著作
- Michael Sars: Fauna littoralis Norwegiae. Johann Dahl, Christiana 1846.
- Michael Sars und Georg Ossian Sars: Bidrag til kundskab om Christianiafjordens fauna. Johann Dahl, Christiania 1868 (Bd. 1), 1870 (Bd. 2), 1873 (Bd. 3) (dänisch)